# Wioślarstwo na Letnich Igrzyskach Olimpijskich 1900
Wyniki zawodów wioślarskich rozegranych podczas Letnich Igrzysk Olimpijskich 1900 w Paryżu. Łącznie rozegrano cztery konkurencje, jednakże przyznano pięć kompletów medali. W zawodach wzięli udział wioślarze reprezentujący 8 państw plus drużyna mieszana. Najwięcej medali zdobyli gospodarze, czyli Francuzi.

## Medaliści
| Konkurencja                       | Złoto                        | Srebro                       | Brąz                        |
| Jedynka (szczegóły)               | Hermann Barrelet             | André Gaudin                 | St George Ashe              |
| Dwójka ze sternikiem (szczegóły)  | Minerva Amsterdam            | Société Nautique de la Marne | Rowing Club Castillon       |
| Czwórka ze sternikiem (szczegóły) | Cercle de l'Aviron Roubaix   | Club Nautique de Lyon        | Favorite Hammonia           |
| Czwórka ze sternikiem (szczegóły) | Germania Ruder Club, Hamburg | Minerva Amsterdam            | Ludwigshafener Ruder Verein |
| Ósemka ze sternikiem (szczegóły)  | Vesper Boat Club             | Royal Club Nautique de Gand  | Minerva Amsterdam           |

## Tabela medalowa
| L.p. | Państwo              | Złoto | Srebro | Brąz | Suma |
| 1.   | Francja              | 2     | 3      | 1    | 6    |
| 2.   | Cesarstwo Niemieckie | 1     | 0      | 2    | 3    |
| 3.   | Stany Zjednoczone    | 1     | 0      | 0    | 1    |
| 3.   | Zespół Mieszany      | 1     | 0      | 0    | 1    |
| 5.   | Holandia             | 0     | 1      | 1    | 2    |
| 6.   | Belgia               | 0     | 1      | 0    | 1    |
| 7.   | Wielka Brytania      | 0     | 0      | 1    | 1    |

W zawodach brały udział także drużyny:  włoska i  hiszpańska, ale nie zdobyły żadnych medali.